# Bulgaran is Gallant
Bulgaran is Gallant (en búlgaro: Българан е галант) es considerado el primer largometraje búlgaro. Es una comedia muda escrita y dirigida por Vasil Gendov quien también actúa como el protagonista principal Bulgaran. Existen diferentes versiones sobre cuándo fue exactamente exhibida por primera vez la película. Según Gendov, la filmación empezó el 16 de mayo de 1910 y el estreno fue en el Modern Theatre en Sofía el 22 de junio de 1910. Sin embargo, el registro escrito más antiguo de una proyección de la película apunta al 13 de enero de 1915 como fecha de la premier. La película fue casi enteramente destruida durante el bombardeo de Sofía en la Segunda Guerra Mundial. Todo lo que queda son uno o dos fotogramas.

## Reparto
- Vasil Gendov - Bulgaran
- Mara Miyateva-Lipina - La mujer
- Angelov - El Marido
- Metodi Stanoev - Primer transeúnte
- Todor Stamboliev - Segundo transeúnte
- Anton Delbelo - cliente de restaurante

## Argumento
Bulgaran es un elegante y extrovertido caballero. Conoce una joven mujer en la calle de la ciudad y empieza coquetear con ella. Sin embargo, ella decide enseñarle una lección y pregunta si él la acompaña al mercado. Allí va de compras, pero resulta que ha dejado todo su dinero en casa. La mujer le pregunta a Bulgaran si podía prestarle algo, y él fácilmente accede.
La mujer entonces lleva al hombre a un restaurante elegante donde ordena bebidas caras y refrescos, todo a la cuenta Bulgaran. Cuando terminaron en el restaurante, le pide a Bulgaran que lleve los paquetes con las compras de la mujer a su casa. En el camino hacia allí, se encuentran al marido de la mujer, y ella propone que la pareja tome un taxi hasta su casa así pueden relevar al "portero" de su pesado deber. La pareja toma el taxi dejando al desconcertado Bulgaran una moneda por sus servicios.